# Unterseeboot 873
Le Unterseeboot 873 (ou U-873) est un sous-marin allemand construit pendant la Seconde Guerre mondiale.

## Historique

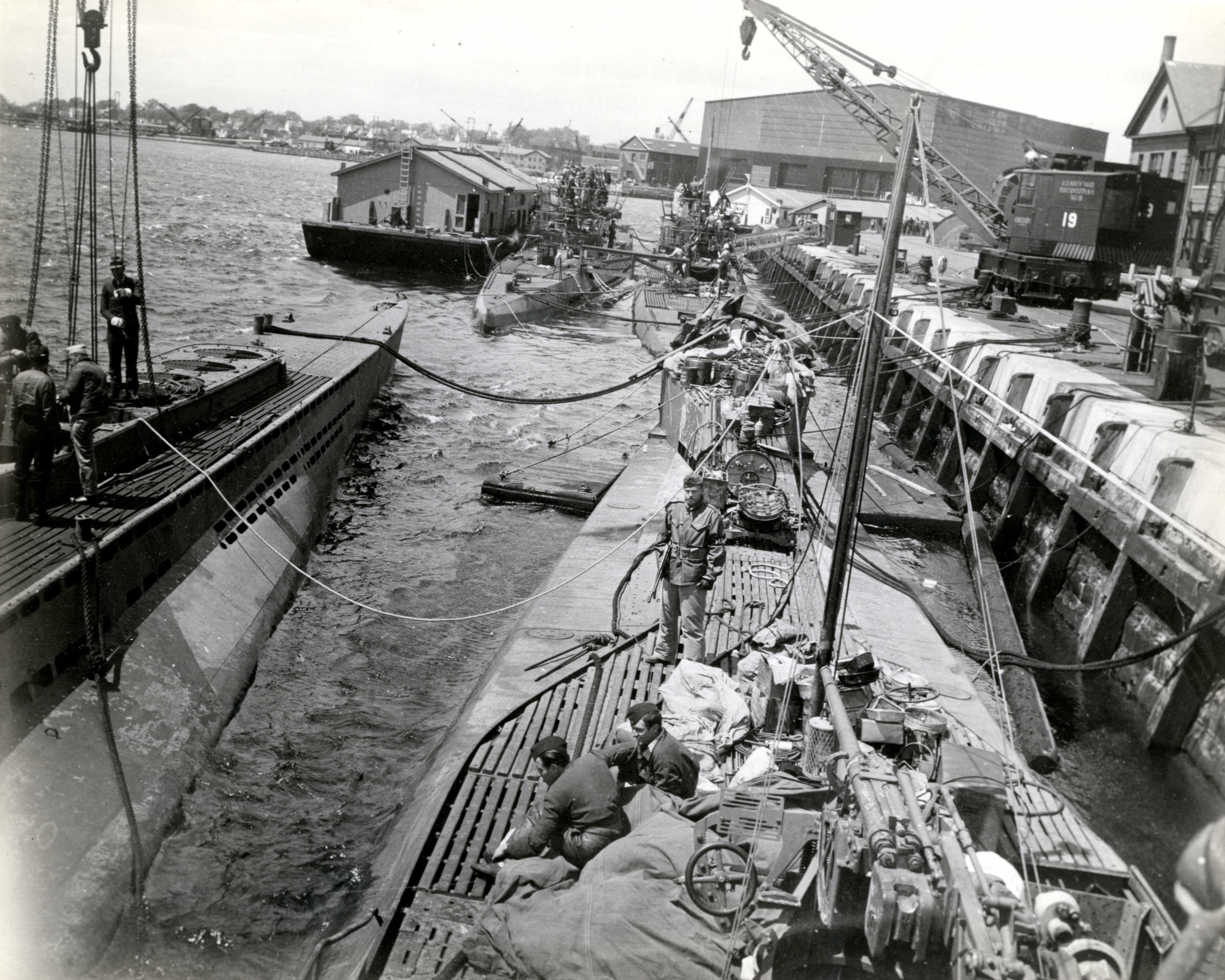
4 sous-marins allemands aux chantier naval de Portsmouth en mai 1945 : U-234, U-805, U-873 et U-1228.

L'U-873 passe son temps d'entraînement initial à la 4. Unterseebootsflottille à Stettin en province de Poméranie jusqu'au 31 janvier 1945, puis est affecté à la 33. Unterseebootsflottille à Flensbourg.
L'U-873 est endommagé pendant un bombardement américain sur Brême le 29 juillet 1944. Quatre membres d'équipage sont blessés, dont un meurt en décembre 1944.
Après la capitulation de l'Allemagne nazie, l'U-873 se rend aux forces alliées à Portsmouth, au New Hampshire, le 16 mai 1945. Il est démoli après avoir participé à des essais en 1948.

## Affectations successives
- 4. Unterseebootsflottille du 1er mars 1944 au 31 janvier 1945
- 33. Unterseebootsflottille du 1er février 1945 au 8 mai 1945

## Commandement
- Kapitänleutnant Friedrich Steinhoff du 1er mars 1944 au 17 mai 1945

## Navires coulés
L'U-873 n'a coulé, ni endommagé de navire au cours de son unique patrouille.

## Sources
- (en) U-873 sur le site Uboat.net